# そらそーよ
そらそーよとは、大分県玖珠郡九重町に本社を置く八鹿酒造で製造している焼酎の銘柄。阪神タイガース監督の岡田彰布の口癖「そらそうよ」から命名している。

## 企画商品
2005年のセントラル・リーグで阪神タイガースの優勝が決まったことを契機に、監督の岡田彰布と親交のある企画制作会社シーズ・アドがプロデュースした企画商品である。岡田をモデルにした焼酎であり、ラベルには愛嬌ある「岡田らしさ」が表現されている。
麦焼酎「そらそーよ」は、座右の銘にちなんだ芋焼酎「球道一筋」と並んで2006年に商品化した。シーズ・アドによると、双方とも岡田のお墨付きがある。企画商品としてセットになった箱にもこだわり、背番号80を表記している。